# Anton Arghira
Anton Arghira (ur. 27 października 1963 w Câmpulungu) – rumuński zapaśnik walczący w stylu klasycznym. Dwukrotny olimpijczyk. Jedenasty w Barcelonie 1992 i piętnasty w Atlancie 1996. Startował w kategorii 82 kg.
Srebrny medalista mistrzostw świata w 1989 i dwudziesty pierwszy w 1991. Szósty na mistrzostwach Europy w 1990. Mistrz świata juniorów w 1986 roku.
- Turniej w Barcelonie 1992

Pokonał Diego Potapa z Argentyny a przegrał z Christo Christowem z Bułgarii i Timo Niemim z Finlandii.
- Turniej w Atlancie 1996

Przegrał z Park Myeong-seokiem z Korei Południowej i Aleksandarem Jovančeviciem z Serbii i Czarnogóry.